# Valdemar Tofte
Valdemar Tofte (Kopenhagen, 21 oktober 1832 - aldaar, 28 mei 1907) was een Deens violist.

## Achtergrond
Lars Valdemar Tofte werd geboren binnen het gezin van distillateur en amateurviolist Hans Larsen Tofte en Mathilde Pedersen. Hij huwde in 1866 met Ane Kirstine Pauline Willumsen (1838-1914). Hij werd benoemd tot professor in 1893, in de Orde van de Dannebrog 1881 en Dannebrogordenens Hæderstegn in 1902. Hij is diverse malen via portretten vastgelegd door bijvoorbeeld Albert Rüdningen en Julius Paulsen. Zijn dochter Clara Tofte gaf in 1934 een biografie van hem uit (Til minde om Valdemar Tofte).

## Muziek
Tofte leerde het bespreken van de viool eerst van zijn vader, die hoopte dat zijn zoon een beroemde violist zou worden. Daartoe nam hij zijn zoon mee naar concerten van sterviolisten van destijds. Zo zag en hoorde de jonge Tofte Miska Hauser, François Plume, Carl Moeser en Hubert Léonard spelen in de concerten in Kopenhagen. Zijn eerste “grote” leraar was Carl Petersen, lid van het orkest van Carl Lumbye en Julius Semler uit het koninklijk orkest. In 1850 trad hij toe tot het Musikforeningen, waar Niels Gade hem hoorde. Op diens aanbeveling kon Tofte in 1850 naar Hannover om in de leer te gaan bij Joseph Joachim. In Duitsland maakte hij ook kennis met Ludwig Spohr in Kassel. In 1856 was hij terug bij zijn orkest in Kopenhagen. Hij werd er soloviolist in  1863 en wisselde die functie regelmatig met collega Christian Schiørring. Ongeveer tegelijkertijd verdiepte hij zich in kamermuziek met ook Schiørring, Vilhelm Holm (altviool) en Franz Neruda (cello). In 1867 werd hij docent viool aan Det Kongelige Danske Musikkonservatorium, een functie die hij tot 1904 zou houden. Hij leidde daar en daarbij bijna een gehele generatie aan Deense violisten op. Daaronder bevinden zich Anton Svendsen, Frederik Hilmer, Frida Schytte, Fini Henriques, Frederik Rung, Victor Bendix, Carl Nielsen en Georg Høeberg.
Fini Henriques droeg zijn Romance voor viool en piano opus 12 aan hem op.
- International Standard Name Identifier: 0000 0000 4113 6992
- Library of Congress Control Number: no97048807
- MusicBrainz: 40ee5f71-422c-4f14-aa45-4276971f5241
- Nederlandse Thesaurus van Auteursnamen: 352170018
- Virtual International Authority File: 43905611
- WorldCat: E39PBJfMjhJMgFRtVkXftgTWDq